# Robertinida
Die Robertinida sind ein Taxon gehäusetragender, meeresbewohnender Einzeller aus der Gruppe der Foraminiferen.

## Merkmale und Lebensweise
Die Arten der Gruppe bilden Gehäuse aus durchscheinendem Aragonit, das sie ausscheiden. Die Gehäuse sind mehrkammerig und perforat und planspiral bis trochospiral aufgerollt. 

## Systematik
Die Gruppe ist seit der Trias fossil belegt und besteht rezent aus zwei Untertaxa:
- Ceratobuliminacea
  - Ceratobuliminidae
  - Epistominidae
- Robertinacea
  - Robertinidae

## Nachweise
- Barun K. Sen Gupta: Systematics of modern Foraminifera, In: Barun K. Sen Gupta (Hrsg.): Modern Foraminifera. Springer Netherlands (Kluwer Academic), 2002, ISBN 1-4020-0598-9, S. 23.
- Alfred R. Loeblich, Jr., Helen Tappan: Foraminiferal genera and their classification, E-Book des „Geological Survey Of Iran“, 2005, Online, letzter Zugriff am 28. Dezember 2009